# Werner Nilsen
Werner Nilsen (Skien, 1904. február 4. – Saint Louis, 1992. május 10.) norvég születésű, egykori amerikai válogatott labdarúgó, edző. Az Egyesült Államok színeiben részt vett az 1934-es labdarúgó-világbajnokságon.